# Giovanni Marchioro
Giovanni Marchioro (Malo, 12 agosto 1906 – ...) è stato un calciatore italiano, di ruolo difensore.

## Carriera
Dopo aver esordito nello Schio, fra il 1930 ed il 1932 milita nel Padova, con la cui maglia colleziona 21 presenze in Serie B nella prima stagione ed altre 16 nella seconda, conclusasi con la promozione in Serie A. Nel 1932-33 milita in Serie B con in Messina.